# Georges II de Waldeck-Pyrmont
Pour les articles homonymes, voir Georges II.
Georges II (20 septembre 1789 – 15 mai 1845) est prince de Waldeck-Pyrmont de 1813 à sa mort.

## Biographie
Né à Weil am Rhein, Georges-Frédéric-Henri est le deuxième fils du prince Georges Ier de Waldeck-Pyrmont et de son épouse Augusta de Schwarzbourg-Sondershausen. Son frère aîné meurt en 1795 à l'âge de sept ans, et Georges devient l'héritier du trône. Il succède à son père à sa mort, le 9 septembre 1813.
La principauté adhère à la Confédération germanique le 8 juin 1815.

## Mariage et descendance

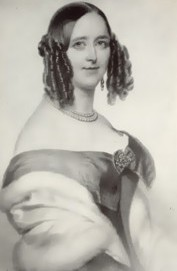
Emma d'Anhalt-Bernbourg-Schaumbourg-Hoym.

Le 26 juin 1823, Georges II épouse à Schaumbourg la princesse Emma d'Anhalt-Bernbourg-Schaumbourg-Hoym (1802-1858), fille du prince Victor II d'Anhalt-Bernbourg-Schaumbourg-Hoym. Ils ont cinq enfants :
- Augusta de Waldeck-Pyrmont (21 juillet 1824 – 4 septembre 1893), épouse en 1848 le prince Alfred de Stolberg-Stolberg (descendance) ;
- Joseph (24 novembre 1825 – 27 décembre 1829) ;
- Hermine de Waldeck-Pyrmont (29 septembre 1827 – 16 février 1910), épouse en 1844 le prince Adolphe Ier de Schaumbourg-Lippe ;
- Georges-Victor de Waldeck-Pyrmont (14 janvier 1831 – 12 mai 1893), prince de Waldeck-Pyrmont ;
- Wolrad (24 janvier 1833 – 20 janvier 1867).